# Marcos Ybañez
Marcos Ybañez (Mariscal Estigarribia, 28 de febrero de 1968) es un periodista, escritor y cineasta paraguayo.

## Biografía
Lic. Marcos Ybáñez, nació en Mariscal Estigarribia, en el departamento de Boquerón, Chaco paraguayo, el 28 de febrero de 1968. 
Se tituló en Ciencias de la Comunicación en la Universidad Nacional de Asunción. Desde su juventud se dedicó a la creación literaria con énfasis en el relato sobre la realidad de su país. 
Becado por la Organización de Estados Americanos (OEA) viajó a Caracas – Venezuela, donde  estudió Comunicación y Cultura, junto a escritores y periodistas latinoamericanos en el Centro Latinoamericano y del Caribe de la Administración de los Servicios Culturales (CLACDEC). También, sobre Sistema Interamericano de Derechos Humanos y Libertad de Expresión,  dictado por las Naciones Unidas.
Obtuvo premios como Joven Sobresaliente de la Cámara Junior de Asunción, año (1991). 
Primer premio del concurso literario de la Facultad de Filosofía, de la Universidad Nacional, en la categoría de cuentos con su obra “Explotados en nombre de la patria”, año 1992. 
Reconocimiento del Ateneo de la Lengua y Cultura Guaraní por el trabajo a favor del idioma guaraní, año  (2015) 
Es director y guionista de películas documentales como: “Los Guaraníes Inventaron el Fútbol” y “Manga Ñembosarái” (El Juego de la pelota con los pies de los Guaraní).

## Obras
Libros: 
- 10 Años de Rebeldía Juvenil, Asunción, julio de 2000, impreso en QR Producciones Gráficas, sobre la migración juvenil campesina a la ciudad para estudiar ante la centralidad de la educación universitaria. En coautoría con el prof. Miguel Verón.
- Diccionario del Habla Popular Paraguayo – El Mataburro: octubre de 2011, impreso en Zada Ediciones, publicado con el Ateneo de Lengua y Cultura Guaraní, obra sobre paraguayología.
- Libro sobre el “Crimen del periodista Salvador Medina” publicado por las Naciones Unidas (IIDH) junto a otros periodistas. Libro Asesinato del periodista Salvador Medina. Instituto Interamericano de Derechos Humanos. Sistema Interamericano de Derechos Humanos y Libertad de Expresión en Paraguay / Instituto Interamericano de Derechos. Humanos. -- San José, C.R.: IIDH; McCormick Tribune Foundation, 2002. 382 p. ; 22 1/2 x 15 cm. ISBN 9968-778-96-6 (PDF)[1]
- Libro Lugo: marzo de 2013, Editorial Arandurá, ensayo sobre la masacre de Curuguaty y la crisis política.[2][3]
- Explotados en Nombre de la Patria, Asunción, Portal Guaraní 2015. Cuento publicado en formato digital en Portal Guaraní sobre la muerte de los soldados en los cuarteles militares. Este cuento ganó el primer premio del concurso literario de la Facultad de Filosofía Universidad Nacional de Asunción.
- Novela Genocidio Guaraní:[4][5][6][7] septiembre 2014, Editorial Arandurá, ISBN 978-99967-42-26-2 es un recorrido por toda la historia y geografía del Paraguay que realiza Ñamandú y Verá, un periodista y un cartógrafo, para conocer que queda del Paraguay real, aquella que no muestra la historia oficial y nuestros mapas.

## Literatura y cine
- Une la literatura y el cine

“Los Guaraníes Inventaron el Fútbol” y “Manga Ñembosarái” (El Juego de la pelota con los pies de los Guaraní), que prueban la verdadera historia del fútbol, basadas en las investigaciones de Bartomeu Meliá, Camilo Cantero, Margarita Miró y sus propias investigaciones y guiones, con la producción de la lideresa guaraní Alba Eiragi Duarte. Con estas películas participó en el Festival Internacional del Cine de Mar del Plata, Argentina. Sus películas fueron entregadas al Papa Francisco en su visita al Paraguay.
También dirigió otras películas documentales como: Democracia Usurpada, Ñacunday, extranjeros en su propia tierra, Nación Guaraní, Tañarandy, Serenata Folklórica a San Ignacio, Festival del Takuare'ê, Hernandarias, ciudad cultural y turística, Campos Mourao, Brasil, Favero depredó parques nacionales Ñacunday y Jakui.